# Andre El Haddad
Andre El Haddad (in arabo اندريه الحداد‎?; Zahle, 8 febbraio 1971) è un ex arbitro di calcio libanese.

## Carriera
Arbitro internazionale dal 1º gennaio 2007, El Haddad ha iniziato a dirigere con una certa frequenza dal 2009 nell'ambito dell'AFC.
Nell'edizione 2011 dell'AFC Champions League ha diretto quattro gare della fase a gironi e una semifinale.
Ha inoltre diretto alcune gare di qualificazione ai Mondiali del 2014, tra cui Cina-Singapore 2-1 e Bahrain-Indonesia 10-0. Questi due match sono stati oggetto di numerose polemiche, e hanno dato adito ad alcuni dubbi di lealtà sportiva per alcune particolarità con cui essi sono maturati.
Cina-Singapore fu giocata il 2 settembre del 2011. Al termine del primo tempo, tale incontro vedeva clamorosamente in vantaggio gli ospiti per una rete a zero. Nel secondo tempo, alcune decisioni discutibili del fischietto libanese erano oggetto di critica da parte del commissario tecnico della nazionale di Singapore, Radojko Avramović. El Haddad concesse due rigori ai padroni di casa, apparsi molto dubbi. Il primo fu parato dal portiere, il secondo fu invece messo a segno, e i cinesi trovarono l'1-1. Successivamente, un intervento in area cinese fu giudicato non sanzionabile con la massima punizione. La Cina riuscì poi a segnare il 2-1 e vincere la partita, tra le grandi proteste degli ospiti.
Il 29 febbraio 2012, nell'ultima giornata della terza fase AFC di qualificazione (gruppo E) ai Mondiali 2014, il Bahrain ospitava in casa la già eliminata Indonesia e doveva sperare in una vittoria con più di 9 gol di scarto per colmare la differenza reti con il Qatar. Contestualmente lo stesso Qatar doveva perdere il suo match. Ciò non avvenne, ma comunque il Bahrain riuscì ad imporsi per 10-0 nella sua partita. Ciò suscitò molto clamore: mai la nazionale di casa aveva vinto con tanti gol di scarto e mai gli indonesiani avevano perso subendo così tanti gol. Tuttavia, la situazione della nazionale indonesiana al momento non era delle migliori: già eliminata, non aveva alcuno stimolo, aveva perso tutte le precedenti gare, e inoltre molti calciatori avevano rifiutato la convocazione a causa della loro volontà di mantenere fede ai club di appartenenza in patria. Tali club appartenevano ad una seconda lega, non quella nazionale ed ufficialmente riconosciuta dalla FIFA. Ciò contribuì dunque a creare problemi al commissario tecnico indonesiano nell'allestire una formazione idonea. Furono giocoforza schierati molti giovani, anche al di sotto dei venti anni, e con nessuna esperienza a livello internazionale. La partita vide la concessione di quattro rigori a favore dei padroni di casa, con l'espulsione del portiere titolare indonesiano dopo soli quattro minuti di gioco. Inoltre, un gol degli ospiti venne erroneamente annullato per fuorigioco inesistente. Tutte queste circostanze portarono a aumentare i sospetti nei confronti del fischietto libanese, accusato di aver consapevolmente agito in favore del Bahrain per far colmare la differenza reti e avere una speranza di qualificazione in caso di eventuale sconfitta del Qatar. Il gol del 10-0, che garantiva la miglior differenza reti ai padroni di casa, arrivò al 94', ben 4 minuti oltre il tempo regolamentare, dopo che, pochi minuti prima dello scoccare del 90', il Bahrain aveva fallito il quarto dei quattro rigori concessi. Aji Santoso, commissario tecnico della nazionale indonesiana, fu espulso nel secondo tempo, e al fischio finale iniziò a sollevarsi clamore in tutta l'Indonesia. La Federazione calcistica indonesiana inoltrò una protesta formale alla FIFA, sollecitata a prendere atto ed indagare sull'operato del fischietto libanese.
Tale azione ebbe una sua conseguenza: infatti il massimo organo calcistico internazionale aprì un'indagine, parlando di "risultato insolito", analizzati i precedenti delle squadre e le condizioni di cui avevano bisogno i padroni di casa per qualificarsi.
A partire dal 1º gennaio 2014 non figura più nella lista degli arbitri internazionali libanesi.